# Черкасов Микола Костянтинович
Микола Костянтинович Черкасов (27 липня 1903, Санкт-Петербург — 14 вересня 1966, Ленінград) — видатний радянський актор театру і кіно, народний артист СРСР (1947), лауреат Ленінської (1964) та п'яти Сталінських премій (1941, 1946, 1950, 1951 — двічі). Депутат Верховної ради РРФСР 1—2-го скликань. Депутат Верховної Ради СРСР 3—4-го скликань (1950—1958 рр.).

## Біографія
Микола Черкасов народився 14 (27) липня 1903 року в Санкт-Петербурзі, в родині залізничного службовця.
З 1919 року — статист, артист-міміст Петроградського Маріїнського театру опери та балету, Великого драматичного театру та інших театрів Петрграда.
У 1923 році вступив до інституту сценічних мистецтв (театрального інституту). У 1926 році закінчив Ленінградський інститут сценічних мистецтв.  
у 1926—1929 роках — актор Ленінградського театру юного глядача (ТЮГу), в 1929—1931 — артист Ленінградського та Московського мюзик-холів, в 1931—1933 — Ленінградського пересувного театру «Комедія», в 1933—1965 роках — Ленінградського академічного театру драми ім. О. С. Пушкіна.
У 1926—1929 роках Черкасов виступав на сцені Вільного театру спільно з Петром Березовим і Борисом Чирковим в популярному естрадному номері «Пат, Паташон і Чарлі Чаплін», який був використаний у фільмі «Мій син» (1928), а потім повторений у «Концерті на екрані» (1940).
Помер Микола Черкасов 14 вересня 1966 в Ленінграді. Похований у Некрополі майстрів мистецтв Александро-Невської лаври.

## Громадська та державна діяльність
- Член ВКП (б) з 1940 року.
- Голова Ленінградського відділення Всеросійського театрального товариства (з 1948).
- Член Радянського комітету захисту миру (з 1949).

## Твори
- «В Индии» (1952)
- «Записки советского актёра» (1953)
- «Четвёртый Дон Кихот» (1958)
- «В театре и в кино» (1961)

## Нагороди і премії
- два ордени Леніна (1.02.1939; .03.1950)
- два ордени Трудового Червоного Прапора (23.03.1938, 1963)
- медаль «За доблесну працю у Великій Вітчизняній війні 1941—1945 рр.»
- медалі
- Сталінська премія І ступеня (1941) — за роль у фільмі «Олександр Невський»
- Сталінська премія І ступеня (1946) — за роль у фільмі «Іван Грозний» 1 серія
- Сталінська премія ІІІ ступеня (1950) — за роль у фільмі «Щасливого плавання!»
- Сталінська премія І ступеня (1951) — за роль у фільмі «Мусоргський»
- Сталінська премія ІІ ступеня (1951) — за роль у фільмі «Олександр Попов»
- Ленінська премія (1964)
- Заслужений артист РРФСР (1937)
- Народний артист РРФСР (11.03.1939)
- Народний артист СРСР (26.02.1947)